# José Ángel Talavera
José Ángel Talavera (* 2. August 1950 in Zacatepec de Hidalgo, Morelos) ist ein ehemaliger mexikanischer Fußballspieler, der vorwiegend im Mittelfeld agierte und 1978 mit den UANL Tigres die mexikanische Fußballmeisterschaft gewann.

## Laufbahn
Talavera begann seine Profikarriere beim CF Torreón und war Mitglied des mexikanischen Olympiakaders 1972. Es folgten mehrfache den Vereinswechsel. Seine erfolgreichste Spielzeit war 1977/78, in der er mit den UANL Tigres den ersten Meistertitel in deren Vereinsgeschichte gewann. Die anschließende Saison 1978/79 verbrachte er beim neu in der Liga aufgenommenen CD Coyotes Neza.

## Erfolge
- Mexikanischer Meister: 1978